# Dunaszeg

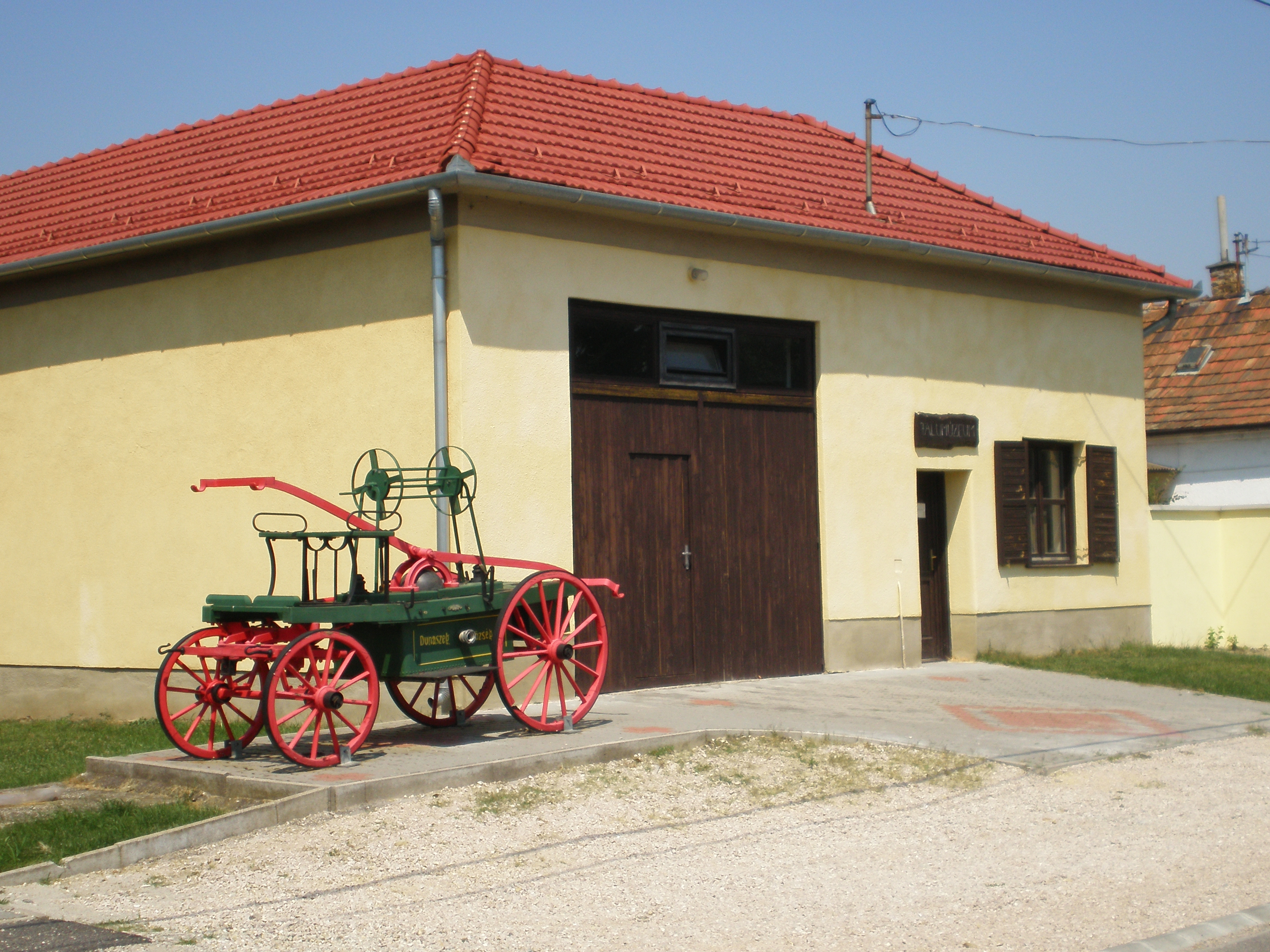
Falumúzeum

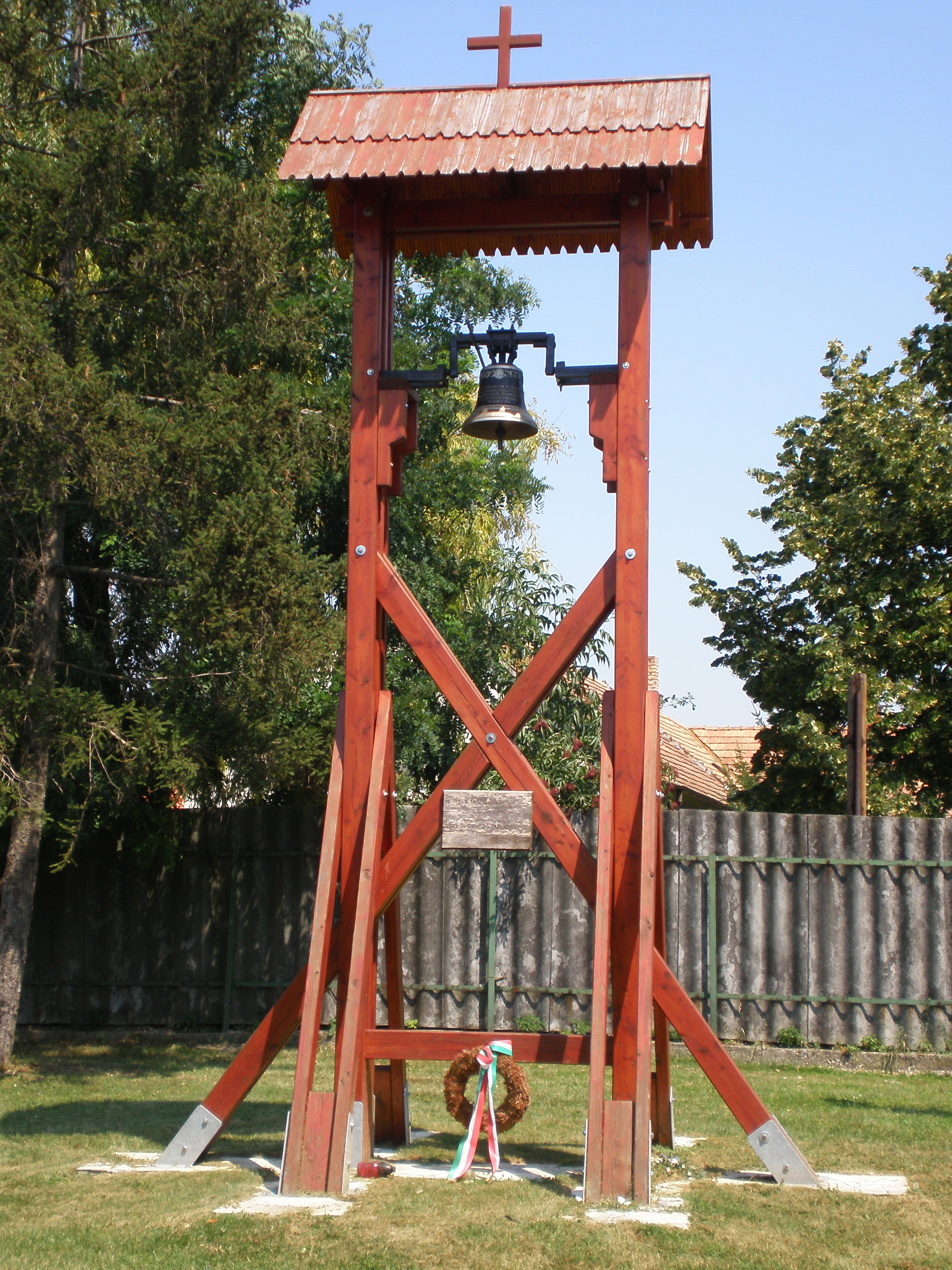
Millenniumi Emlékpark

Dunaszeg község Győr-Moson-Sopron vármegyében, a Győri járásban.

## Fekvése
Magyarország északnyugati részén, a Mosoni-Duna egyik kanyarulatában, Győrtől 12 kilométerre helyezkedik el. Önálló község a Szigetköz keleti harmadában, a Mosoni-Duna bal partján, néhány kilométerre a Dunától.

### Közlekedése
A település főutcája az országos közútnak számító 1401-es út, amely az egész Szigetköz talán legfontosabb útja. Dunaszeg közigazgatási területének nyugati részén ágazik ki az előbbi útból, körülbelül annak a 11+200-as kilométerszelvényénél a rövidke, nagyjából két kilométeres hosszúságú 14 102-es számú mellékút, amely a zsákfalunak számító Dunaszentpál község központjáig vezet.

## Története és mai élete
A terület régebbi korokban is lakott volt. A hagyomány szerint a falu lakossága Huba vezér törzséből származik, első letelepedője egy Pata nevű személy volt, aki a mai Pataháza utca környékén épített kunyhót. A falu mai területén volt a középkorban elpusztult Csanád – emlékét a „Csinád” dűlő őrzi. Dunaszeg nevét 1418-ban említik először a Hédervári család birtokaként; majd száz év alatt 12 oklevélben is előfordul:  „Dunazegh”, Dwnazegh”, „Dunazeg”, „Dwnasegh” alakokban. 1521-ben a Bakics-családé; az ezt követő időkben viszont többször is gazdát cserél. 1612-ben a „dunazöghi” nemesek Győr vármegye közgyűlésén panaszt emelnek Forgách érsek tizedszedése ellen, 1637-ben pedig Héderváry Istvánnak tagadják meg nyíltan a tizedet! 1658-ban mindössze 3 egész, 16 fél 4 fertályhelyes jobbágytelket írnak össze Dunaszegen, melynek birtokosai ekkor a Héderváry, a Pázmány és a Tarnovszky családok. A 17. század végén a gr. Viczay családra száll a falu; tőlük örökli és birtokolja a gr. Khuen-Héderváry család egészen 1945-ig.
Az első világháború 24 áldozatot követelt a közösségtől: közülük 17 a harctéren esett el, 7 pedig otthon halt bele sérüléseibe. A községben Önkéntes Tűzoltó, illetve Levente Egyesület, valamint Hangya Szövetkezet működik. Az iparosok száma másfél tucatnyi. 1938-as adatok szerint Dunaszegen, valamint a hozzá tartozó Gyulamajorban 1220 fő él.
A feljegyzések szerint 1791-ben már volt iskola a faluban. 1844-ben újat építettek, mely 1872-ben leégett; az ekkor épített egy teremhez 1896-ban épült meg a második. 1929-ben Búza Gáspár és Baranyay Lajos tanítók 2 teremben 6 osztály 138 tanulóját oktatták.
A második világháborúban 39 dunaszegi személy vesztette életét – köztük polgári áldozatok. 1954-ben az árvíz a falu jelentős részét elpusztította; az újjáépítés a településszerkezetet jelentősen módosította: a párhuzamos, egyenes vonalvezetésű utcák mentén kialakított, szabályos téglalap alakú telkek szervezett házhelyosztás eredményei.
A falu 1925-ig a győrzámolyi körjegyzőség része volt; akkor Dunaszegen körjegyzőség alakult, ahová Dunaszentpál is tartozott. 1950-ben a községben önálló tanács alakult. 1968-1990 között Dunaszeg, Dunaszentpál és Győrladamér egységes tanácsi közigazgatás alá került, 1990 óta mindhárom községben önálló polgármesteri hivatal működik. Dunaszeget 1946-ban villamosították. Önálló postahivatala 1946, művelődési otthona 1962 óta működik. Az első termelőszövetkezet 1952-ben alakult, melyet feloszlattak, majd 1959-ben újjászerveztek. 1969-től Dunaszentpállal, 1970-től Győrladamérral is egyesülve működött. Az önálló Szigetközi Mezőgazdasági Termelőszövetkezet 1993-ban kezdte meg működését. A lakosság túlnyomó része – főként Győrbe ingázva – az iparban dolgozik. Helyben a 60 főt foglalkoztató szövetkezet mellett szövöde, varroda, valamint műanyag- ill. fafeldolgozó üzem ad munkát.
A település közüzemi vízhálózata, a szennyvízcsatorna-hálózata kiépült. Dunaszeg 1991-ben 400 vonalas telefonalközpontot kapott, amely a környező falvak ellátását is segíti. 1996 végén a faluban 330 előfizető rendelkezett távbeszélő fővonallal. A községben háziorvosi, házi gyermekorvosi, védőnői, valamint állatorvosi és házi gondozói ellátás biztosított. Az önkormányzat gondoskodik az idősek szervezett étkeztetéséről. Korszerű, új épületben található a gyógyszertár. A faluban 4 élelmiszerbolt, 3 vendéglátóhely – közülük egy meleg konyhás –, 1 TÜZÉP-telep és 2 gázcseretelep üzemel.
1990-től működik a Dunaszegi Községfejlesztő Egyesület. Az egyesület üzemelteti a helyi kábeltelevíziót, ezen belül működik a „Falutévé”, melynek szerkesztője Nagy Attila. Az önkormányzat újságja, a „Tallózó” negyedévente jelenik meg Babos Attila polgármester szerkesztésében.
A község külterületén két mezőgazdasági major található: egy kisebb a Bolgányi út mentén, valamint Gyulamajor, a szigetközi út két oldalán. Ez utóbbi 18 házában 50 fő él. Gyulamajorban működik a termelőszövetkezet karbantartó és javítóműhelye, gabonaszárítója, illetve a műanyag- és a fafeldolgozó üzem.
A dunaszegi rk. egyházközség II. József koráig Győrzámoly, azután Dunaszentpál leányegyházaként működött; csak 1926-ban lett önálló plébánia. Dunaszeg régi templomát 1658-ban teljesen elpusztultként említik; ma álló „új” templomát 1720-ban a gróf Viczay-család építtette. A Havas Boldogasszony tiszteletére szentelt, 129 m² alapterületű templom műemlék jellegű. A 18. századi barokk főoltár figyelmet érdemel. A templom külső falán találhatók a két világháború áldozatainak emléktáblái. A falu másik látnivalója az ún. homokgödri „kis kép”, mely a község négy védőszentjének – Flórián, Vendel, Borbála és a Havas Boldogasszony – emlékoszlopa.

### Nevének eredete
„Fekszik a Holt Dunához közel e nagy folyó víznek szeglet forma fordulásánál, mely miatt Dunaszegnek nevezik.”

## Közélete

### Polgármesterei
- 1990–1994: Babos Attila (Dunaszegi Községfejlesztő Egyesület)[4]
- 1994–1998: Babos Attila (független)[5]
- 1998–2002: Babos Attila (független)[6]
- 2002–2006: Babos Attila (független)[7]
- 2006–2010: Babos Attila (független)[8]
- 2010–2014: Babos Attila (független)[9]
- 2014–2019: Babos Attila Imre (független)[10]
- 2019–2024: Babos Attila Imre (független)[11]
- 2024– : Bartha Gusztáv (független)[1]

## Népesség
A település népességének változása:
| Lakosok száma | 1985 | 1979 | 2000 | 2368 | 2339 | 2309 | 2309 |
|               | 2013 | 2014 | 2015 | 2021 | 2022 | 2023 | 2024 |

A 2011-es népszámlálás során a lakosok 88,5%-a magyarnak, 0,2% cigánynak, 1,1% németnek mondta magát (11,3% nem nyilatkozott; a kettős identitások miatt a végösszeg nagyobb lehet 100%-nál). A vallási megoszlás a következő volt: római katolikus 66,9%, református 1,9%, evangélikus 1%, görögkatolikus 0,6%, felekezeten kívüli 9,8% (19,4% nem nyilatkozott).
2022-ben a lakosság 90,4%-a vallotta magát magyarnak, 1,5% németnek, 0,3% ukránnak, 0,3% horvátnak, 0,2% románnak, 0,2% cigánynak, 0,1-0,1% szerbnek, lengyelnek, görögnek, bolgárnak és szlováknak, 2,1% egyéb, nem hazai nemzetiségűnek (9,2% nem nyilatkozott; a kettős identitások miatt a végösszeg nagyobb lehet 100%-nál). Vallásuk szerint 39,3% volt római katolikus, 4% református, 1,8% evangélikus, 0,5% görög katolikus, 0,2% ortodox, 1,6% egyéb keresztény, 0,8% egyéb katolikus, 10% felekezeten kívüli (41,7% nem válaszolt).

## Látnivalók

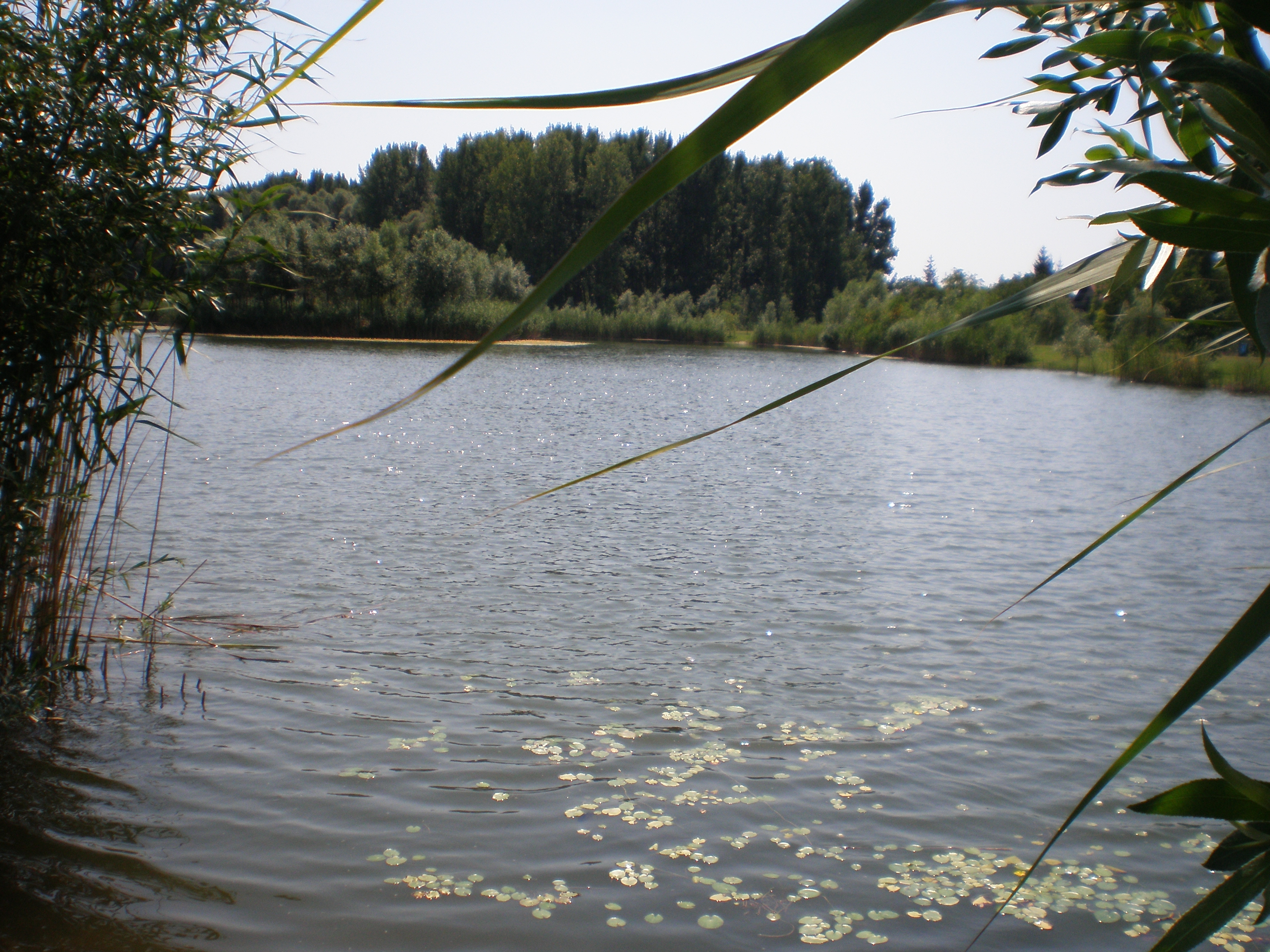
Morotva tó

- Római katolikus templom (műemlék jellegű)
- Falumúzeum
- Millenniumi Emlékpark
- Stabilmotor gyűjtemény
- Kisvasúti emlékhely

## A település az irodalomban
Dunaszeg érintőlegesen említésre kerül Szamos Rudolf Kántor a nagyvárosban című bűnügyi regényében, melynek egyik bűnöző (csaló, házasságszédelgő) szereplője a történet szerint, más helyszínek mellett itt is hagyott kárvallottat maga után.